# Đá phiến sét

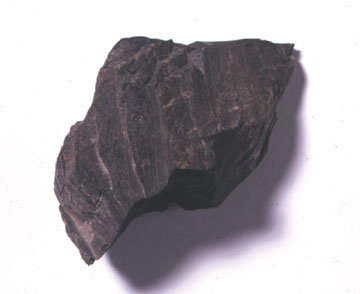
Đá phiến sét

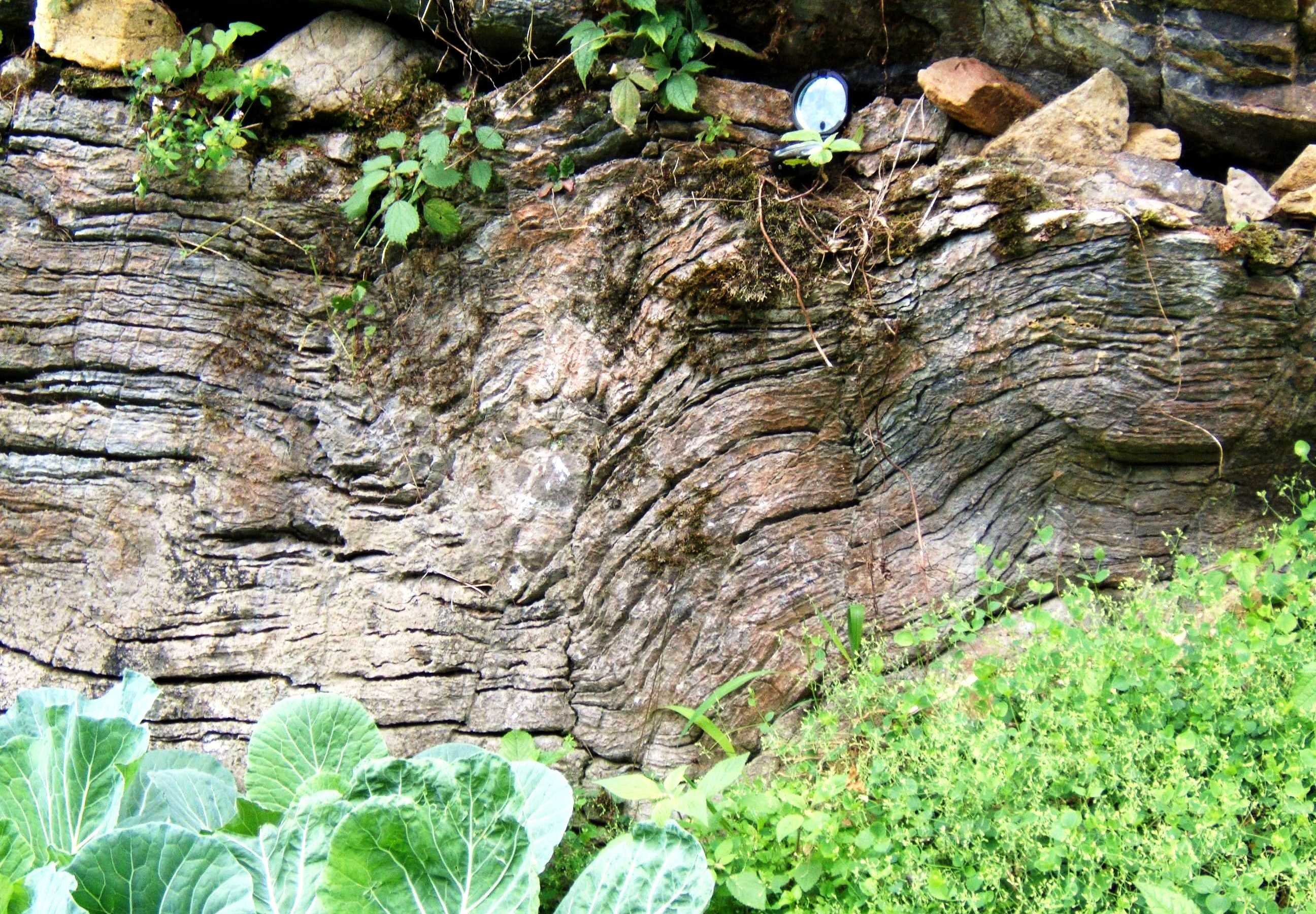
Đá phiến uốn nếp và phong hóa
ở Sính Lủng huyện Đồng Văn, Hà Giang

Đá phiến sét là đá trầm tích hạt mịn mà các thành nguyên gốc của nó là các khoáng vật sét hay bùn. Nó được đặc trưng bằng các phiến mỏng bị phá vỡ bằng nếp đứt gãy cong không theo quy luật, thường dễ vỡ vụn và nói chung là song song với mặt phẳng đáy khó phân biệt được. Tính chất này được gọi là khả năng tách bóc. Các loại đá không tách bóc được nhưng với thành phần tương tự nhưng hợp thành từ các hạt nhỏ hơn 1/16mm được gọi là đá bùn. Các loại đá với kích thước hạt tương tự, nhưng ít thành phần sét hơn và vì thế sạn hơn, được gọi là bột kết. Đá phiến sét là loại đá trầm tích phổ biến nhất.

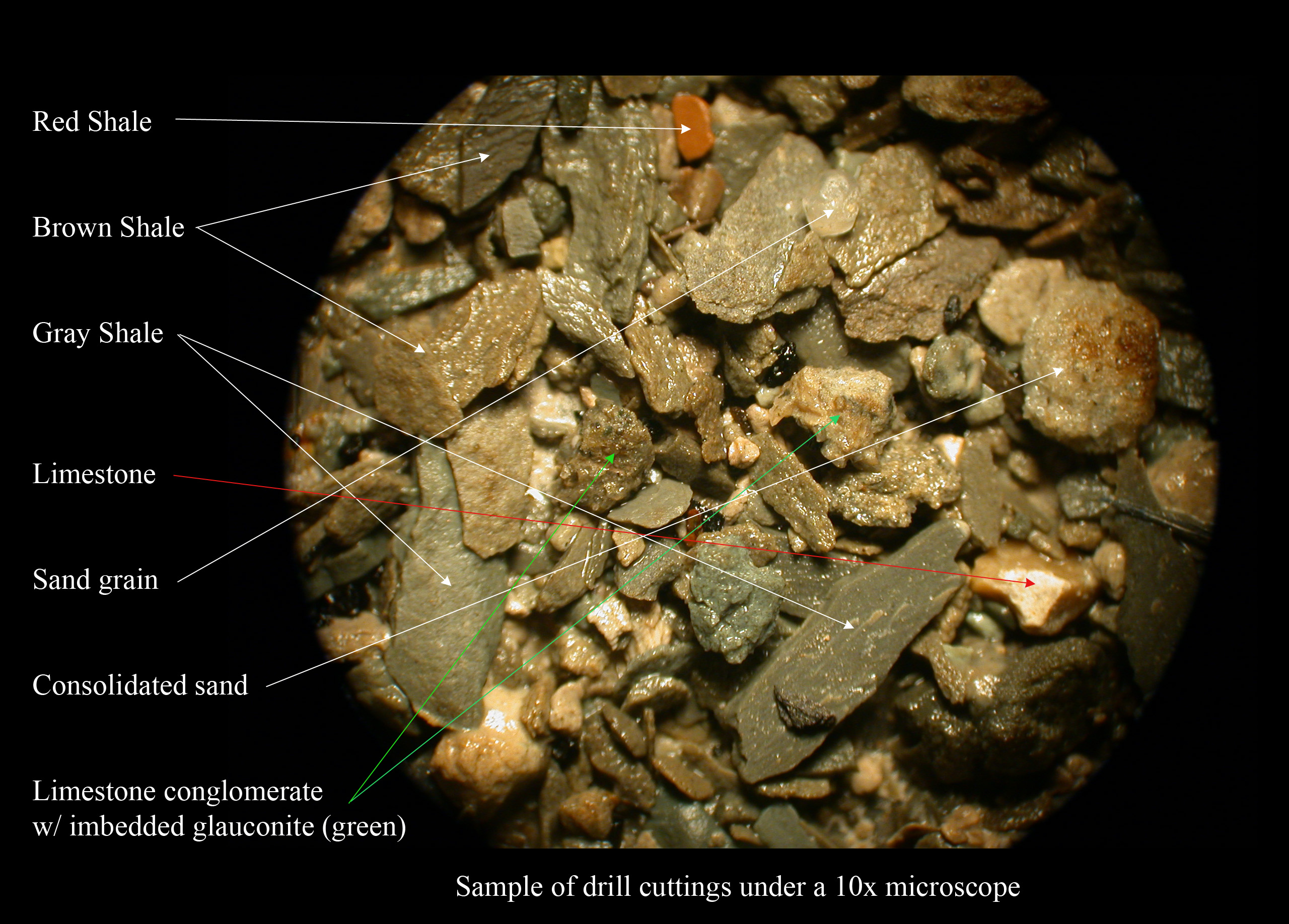
Một mẫu mùn khoan dưới kính hiển vi chứa đá phiến sét trong khi khoan giếng dầu tại Louisiana. Hạt cát có đường kính 2 mm.

## Hình thành

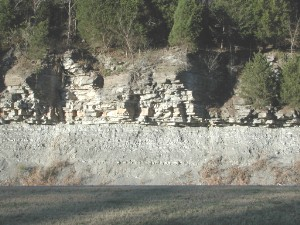
Lớp đá phiến sét bị che phủ bằng lớp đá vôi, cao nguyên Cumberland, Tennessee, Hoa Kỳ.

Quá trình trong chu trình thạch học tạo thành đá phiến sét là nén ép. Các hạt mịn tạo thành đá phiến sét có thể còn lại trong nước lâu sau khi các hạt cát lớn và nặng hơn đã trầm lắng. Đá phiến sét thông thường bị trầm lắng trong nước chảy rất chậm và vì thế thường được tìm thấy trong các trầm tích ao hồ và phá, trong các vùng châu thổ, trên các bãi bồi và ngoài khơi của các bãi cát ven biển. Chúng cũng có thể trầm lắng trên các thềm lục địa, trong các vùng nước tương đối sâu và ít bị khuấy động.
'Đá phiến sét đen' có màu sẫm, là kết quả của các trầm tích đặc biệt giàu cacbon không bị oxy hóa. Phổ biến trong một số địa tầng Cổ sinh và Trung sinh, đá phiến sét đen được trầm lắng trong các môi trường khử thiếu oxy, chẳng hạn trong các vùng nước tù đọng.
Các hóa thạch, dấu vết/vết đào bới của động vật và ngay cả các giọt mưa đôi khi cũng được bảo tòn trên các bề mặt tạo lớp của đá phiến sét. Đá phiến sét có thể chứa các khối kết hạch.
Các loại đá phiến sét khi trải qua thay đổi bởi nhiệt và áp lực để thành loại đá biến chất cứng, có thể tách ra được, thì gọi là đá phiến, thường hay được sử dụng trong xây dựng.